# Мануил Камица
Мануѝл Камѝца (на гръцки: Μανουήλ Καμύτζης) е византийски военен от края на 12 век. Той е синът на Константин Камица и Мария Ангелина, която по майчина линия е внучка на император Алексий I Комнин и Ирина Дукина. Следователно Мануил е първи братовчед с императорите Исаак II Ангел и Алексий III Ангел, както и с бъдещия деспот на Епир Михаил I Комнин. Маниул вероятно е роден около 1150 г. Умира на неизвестна дата след 1202 г.
Той предвожда имперски войскови части през 1189 г., когато Третият кръстоносен поход преминава през византийските владения.
Дъщерята на Мануил, чието име не ни е известно, е принудена през 1198 г. от император Алексий III Ангел да се разведе със законния си съпруг и да се омъжи за българския въстаник и феодал Добромир Хриз.
Мануил води борби и срещу българския цар-узурпатор Иванко (който убива цар Иван Асен I), но бива заловен. Византийският василевс не предлага откуп за Мануил, поради което той се обръща към зетя си Добромир Хриз. След оказаната помощ от страна на Хриз, Маниул се присъединява към него в борбата срещу Империята. Последните сведения за Мануил Камица са от 1202 г.
Името на Мануиловата жена е неизвестно. Освен гореспоменатата дъщеря, той има и син, наречен Йоан Камица.